# Contea di Comanche (Oklahoma)
La contea di Comanche (in inglese Comanche County) è una contea dello Stato dell'Oklahoma, negli Stati Uniti. La popolazione al censimento del 2000 era di 114 996 abitanti. Il capoluogo di contea è Lawton.